# 강천초등학교
강천초등학교는 대한민국 경기도 여주시 강천면 간매리에 있는 공립 초등학교이다.

## 학교 연혁
- 1932년 12월 1일 강천공립보통학교(4년제) 개교
- 1938년 4월 1일 강천공립심상소학교로 개칭
- 1941년 4월 1일 강천공립국민학교로 개칭
- 1942년 4월 1일 6년제로 개편
- 1981년 3월 1일 병설유치원 개원
- 1995년 3월 1일 대둔분교장 원주시 편입
- 1996년 3월 1일 강천초등학교로 개칭
- 1999년 3월 1일 강남분교장 통폐합
- 1999년 3월 1일 걸은분교장 본교로 편입
- 2002년 2월 28일 걸은분교장 통폐합
- 2013년 9월 1일 제29대 류중렬 교장 부임
- 2015년 2월 13일 제78회 졸업식 거행(졸업생 수 누계 5,071명)
- 2015년 3월 1일 초등 7학급(특수 1학급 포함), 유치원 2학급 편성
- 2016년 3월 1일 제30대 박금자 교장 취임
- 2017년 2월 10일 제80회 졸업식 거행(졸업생 수 누계 5,109명)
- 2017년 3월 1일 초등 7학급(특수 1학급 포함), 유치원 2학급 편성

## 참고 자료
- 강천초등학교 - 한국교육학술정보원 학교알리미